# گورستان عاشقان عابدین
گورستان عاشقان عابدین مربوط به دوره قاجار است و در شهرستان اسلام‌آباد غرب، بخش مرکزی، دهستان حومه شملی، ۲۵۰ متری جنوب غربی روستای عاشقان عابدین واقع شده و این اثر در تاریخ ۲۶ اسفند ۱۳۸۷ با شمارهٔ ثبت ۲۵۶۷۸ به‌عنوان یکی از آثار ملی ایران به ثبت رسیده است.